# Symplecta lucia
Symplecta lucia là một loài ruồi trong họ Limoniidae. Chúng phân bố ở miền Tân bắc.